# Thierry Magnaldi
Thierry Magnaldi (Tolone, 13 ottobre 1962) è un ex pilota motociclistico e pilota di rally francese, specializzato nei rally raid, due volte sul podio del Rally Dakar sulle moto, con le auto vanta come miglior risultato un 8º posto.

## Carriera
Dopo una serie partecipazioni su moto al rally africano, a partire dal lontano 1990, periodo nel qual dopo aver brillantemente esordito con un terzo posto nel 1991, colleziona parecchie vittorie in prove speciali (sono in tutto sette), ma una serie di cinque ritiri consecutivi. Finalmente di nuovo sul podio nell'edizione 1999, da quella successiva decide di passare alle auto.

## Palmarès

### Rally Dakar
| Anno | Categoria | Navigatore          | Mezzo                   | Pos. |
| ---- | --------- | ------------------- | ----------------------- | ---- |
| 1990 | Moto      |                     | Yamaha                  | 4º   |
| 1991 | Moto      |                     | Yamaha                  | 3º   |
| 1992 | Moto      |                     | Yamaha                  | 5º   |
| 1994 | Moto      |                     | Honda                   | Rit. |
| 1995 | Moto      |                     | Yamaha                  | Rit. |
| 1996 | Moto      |                     | KTM                     | Rit. |
| 1997 | Moto      |                     | KTM                     | Rit. |
| 1998 | Moto      |                     | KTM                     | Rit. |
| 1999 | Moto      |                     | KTM                     | 2º   |
| 2000 | Auto      | Borsotto            | Mercedes                | 30º  |
| 2001 | Auto      | Borsotto            | Mercedes                | 15º  |
| 2004 | Auto      | Legal               | Fast & Speed Rally Raid | 9º   |
| 2005 | Auto      | Jean-Paul Forthomme | Honda                   | 8º   |
| 2006 | Auto      | Arnaud Debron       | Buggy Schlesser         | 10º  |
| 2009 | Auto      | Guy Lenevue         | Buggy SMG-Porsche       | 20º  |

### Altri risultati
1996
- al Rally di Tunisia su KTM (moto)

## Risultati nel mondiale rally

### WRC
| 1995 | Scuderia | Vettura         |  |  |     |  |  |  |  |  |  |  |  |  |  |  |  |  | Punti | Pos. |
| ---- | -------- | --------------- |  |  | --- |  |  |  |  |  |  |  |  |  |  |  |  |  | ----- | ---- |
| 1995 |          | Peugeot 106 XSi |  |  | Rit |  |  |  |  |  |  |  |  |  |  |  |  |  | 0     |      |

| Legenda | 1º posto | 2º posto | 3º posto | A punti | Senza punti | Ritirato | Squalificato | NP=Non partito C=Gara cancellata | Apice=Power stage |

### 2-L WC
| 1995 | Scuderia | Vettura         |  |  |     |  |  |  |  |  |  |  |  |  |  |  |  |  | Punti | Pos. |
| ---- | -------- | --------------- |  |  | --- |  |  |  |  |  |  |  |  |  |  |  |  |  | ----- | ---- |
| 1995 |          | Peugeot 106 XSi |  |  | Rit |  |  |  |  |  |  |  |  |  |  |  |  |  | 0     |      |

| Legenda | 1º posto | 2º posto | 3º posto | A punti | Senza punti | Ritirato | Squalificato | NP=Non partito C=Gara cancellata | Apice=Power stage |